# Condado de Valencia de Don Juan
El condado de Valencia de Don Juan es un título nobiliario español originario de la Corona de Castilla, concedido en 1398 por Enrique III al noble portugués Martín Vázquez de Acuña. Martín se asentó en Castilla tras apoyar al bando legitimista-nacionalista durante la crisis dinástica que se produjo en Portugal entre 1383 y 1385, defendiendo así las pretensiones del infante Juan de Portugal, I duque de Valencia de Campos Para agradecer el valioso apoyo prestado por el linaje Acuña, Martín llegó a contraer matrimonio con su hija, María de Portugal, recibiendo como dote el señorío sobre esta villa leonesa. 
Su denominación hace referencia al municipio leonés de Valencia de Don Juan, donde construyeron un imponente castillo, referente de la arquitectura gótico-militar.
La V condesa, Luisa de Acuña, contrajo matrimonio con Juan Esteban Manrique de Lara y Cardona, III duque de Nájera, uniéndose ambos títulos en su descendencia.

## Titulares

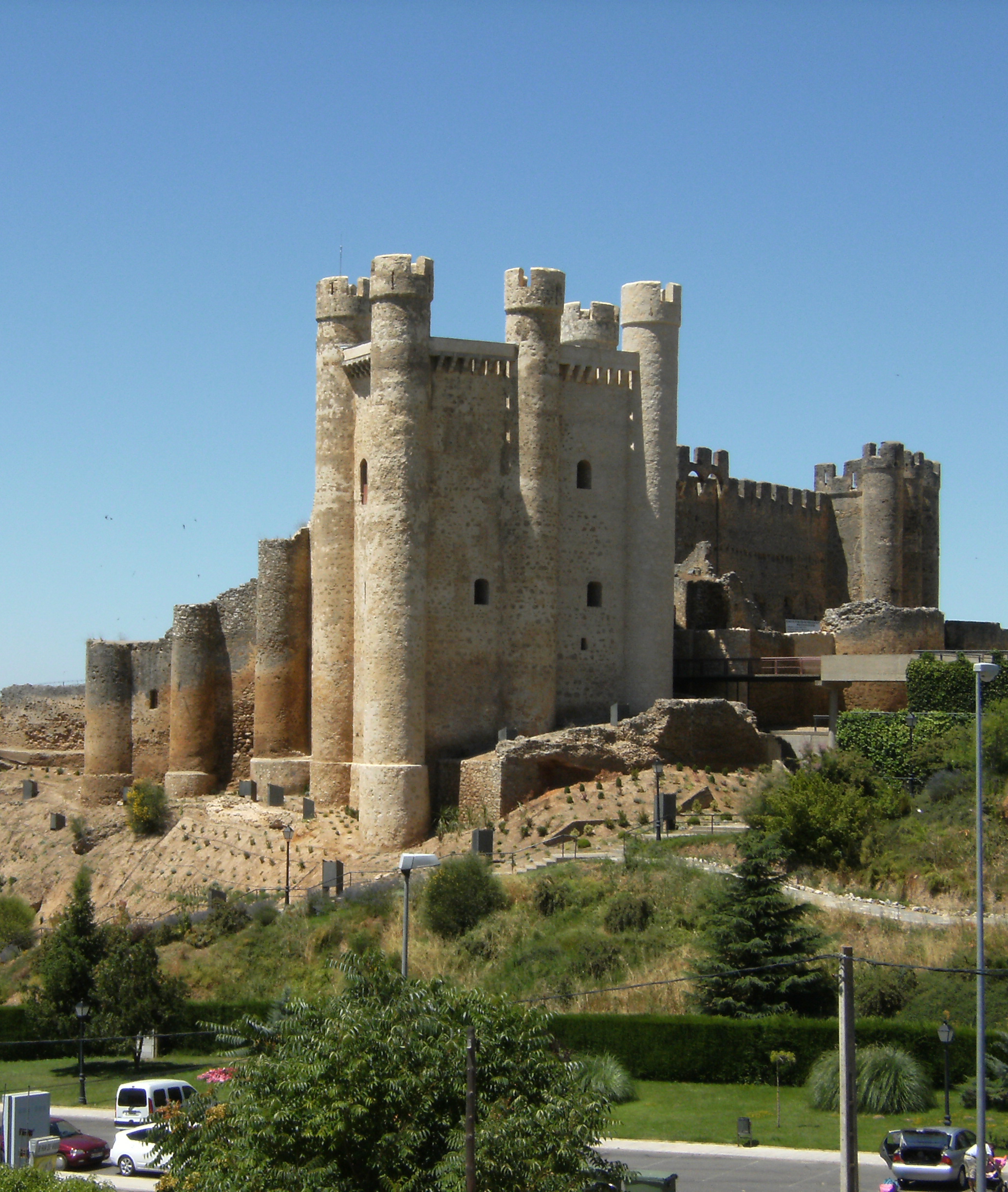
Castillo de los Acuña, en Valencia de Don Juan (León, España)

- Martín Vázquez de Acuña (1360-1417), I conde de Valencia de Don Juan,[1] señor de Castrojeriz, Taboa, Sul, Gulfar y Besteiros en Portugal.[1]

Casó en primeras nupcias en Portugal con Teresa Téllez Girón, hija de Alonso Téllez-Girón y de Teresa Rodríguez de Alarcón. Sus descendientes se convirtieron en el tronco de importantes casas nobiliarias castellanas como los marqueses de Villena o los duques de Osuna y condes de Urueña. Contrajo  un segundo matrimonio con María de Portugal, hija del infante Juan de Portugal, I duque de Valencia de Campos, y de Constanza Enríquez de Castilla, hija ilegítima del rey Enrique II de Castilla. El primogénito de este segundo matrimonio sucedió en el condado:
- Pedro de Acuña y Portugal (1390-1456), II conde de Valencia de Don Juan.[2]

Casó en primeras nupcias con Leonor de Quiñones, y en segundas con Juana de Zúñiga. Heredó el condado el primogénito de su primer matrimonio:
- Juan de Acuña y Portugal (1420-1475), III conde de Valencia de Don Juan[2] y II duque de Valencia de Campos..[3]

Casó con Teresa Enríquez, hija del conde de Alba de Liste, principales artífices del castillo de la localidad, aunque falleció en 1475 al precipitarse al vacío desde una de sus ventanas cuando estaba siendo asediado por su cuñado Juan de Robles durante la Guerra de Sucesión Castellana.
- Enrique de Acuña y Portugal (1460/1465-Valencia de Don Juan, 1532), IV conde de Valencia de Don Juan.[3]

Casó tres veces: en primeras nupcias con María de Ayala y Sarmiento; en segundas con Mencía Tellez-Girón, hija del II conde de Urueña; y en terceras con Aldonza Manuel. Sucedió su hija del tercer matrimonio:
- Luisa de Acuña y Manuel (1507-1579), V condesa de Valencia de Don Juan.[4]

Casó con Juan Esteban Manrique de Lara y Cardona, IV conde de Treviño, III duque de Nájera, XII señor de Amusco, CXCIX caballero de la Orden del Toisón de Oro, por lo que el título fue absorbido por el ducado de Nájera:
- Juan Esteban Manrique de Lara Acuña y Manuel (10 de abril de 1533-5 de junio de 1600), VI conde de Valencia de Don Juan,[5] IV duque de Nájera, V conde de Treviño, XIII señor de Amusco.

Casó, en 1554, con María Téllez-Girón y La Cueva. Sucedió su hijo:
- Manrique de Lara y Girón (Osuna, 2 de agosto de 1555-Madrid, 14 de mayo de 1593), VII conde de Valencia de Don Juan,[6] XIX virrey de Cataluña.

Casó, en Madrid, el 31 de enero de 1592, con su tía, con Juana Manrique de Lara y Fajardo (m. 21 de marzo de 1593). Sin descendencia, sucedió:
- Luisa Manrique de Lara (Valencia de don Juan, 8 de junio de 1558-1627), VIII condesa de Valencia de Don Juan,[5] VII condesa de Treviño y V duquesa de Nájera.[5]

Casó con Bernardino de Cárdenas y Portugal, III duque de Maqueda, III marqués de Elche y XXI virrey de Cataluña. Sucedió su hijo:
- Jorge de Cárdenas y Manrique de Lara (Elche, 23 de abril de 1584-30 de octubre de 1644), IX conde de Valencia de Don Juan,[7] IV duque de Maqueda,[8] V marqués de Elche, VI duque de Nájera, VIII conde de Treviño.[7]

Casó el 17 de abril de 1634 con Isabel de la Cueva Enríquez, hija de Francisco Fernández de la Cueva, VII duque de Alburquerque, IV marqués de Cuellar etc. Sin descendencia de este matrimonio, le sucedió su hermano:
- Jaime Manuel de Cárdenas y Manrique de Lara (m. 20 de octubre de 1652), X conde de Valencia de Don Juan,[7] V duque de Maqueda,[8] VII duque de Nájera, VI marqués de Elche, IX conde de Treviño, I marqués de Belmonte, (denominación de Belmonte desde 1622, luego desde 1915 la actual de Belmonte de la Vega Real).

Casó con Inés María de Arellano, hija de Felipe Ramírez de Arellano, VII conde de Aguilar de Inestrillas. Le sucedió su hijo único:
- Francisco María de Montserrat Manrique de Cárdenas (m. 30 de abril de 1656), XI conde de Valencia de Don Juan,[7] VI duque de Maqueda, VIII duque de Nájera, VII marqués de Elche, X conde de Treviño, II marqués de Belmonte.

Sin descendientes, le sucedió su prima carnal, hija de María de Cárdenas y Manrique de Lara, hermana de su padre:
- Teresa de Mendoza y Manrique de Cárdenas (m. Madrid, 17 de febrero de 1657), XII condesa de Valencia de Don Juan,[7] VII marquesa de Cañete, IX duquesa de Nájera,[9] VII duquesa de Maqueda, XI condesa de Treviño, marquesa de Elche, III marquesa de Belmonte.

Casó en primeras nupcias con Fernando de Faro, V señor de Vimiero en Portugal. Contrajo un segundo matrimonio con Juan Antonio de Torres y Portugal, III conde de Villardompardo, IX conde de Coruña y señor de Escañuela. Casó en terceras nupcias con Juan María de Borja y Aragón. Sin descendientes de ninguno de sus tres matrimonios. Le sucedió su sobrino, hijo de su hermana Nicolasa de Mendoza Manrique de Lara y de Alfonso Fernández de Velasco III conde de la Revilla:
- Antonio de Velasco Manrique de Mendoza Acuña y Tejada (m. Madrid, 20 de septiembre de 1676), XIII conde de Valencia de Don Juan,[7] VIII marqués de Cañete,[9] X duque de Nájera,[10] XII conde de Treviño, V marqués de Belmonte de la Vega Real, IV conde de la Revilla.

Contrajo un primer matrimonio el 19 de junio de 1666 con Isabel de Carvajal, hija de Miguel de Carvajal, III marqués de Jódar. Sin descendientes de este matrimonio, se casó en segundas nupcias el 19 de abril de 1668 con María Micaela de Tejada Mendoza y Borja. Le sucedió, del segundo matrimonio, su hijo:
- Francisco Miguel Manrique de Mendoza y Velasco (1675-11 de julio de 1678), XIV conde de Valencia de Don Juan,[11] IX marqués de Cañete,[9] XI duque de Nájera, XIII conde de Treviño, VI marqués de Belmonte de la Vega Real. Le sucedió su hermana:[9]

- María Nicolasa Manrique de Lara y Velasco (Madrid, 6 de febrero de 1672-febrero de 1710), XV condesa de Valencia de Don Juan,[11] X marquesa de Cañete, XII duquesa de Nájera,[12] VII marquesa de Belmonte, XIV condesa de Treviño, V condesa de la Revilla.

Casó el 6 de junio de 1687 con Manuel Beltrán de Guevara, hijo de Beltrán Vélez Ladrón de Guevara, I marqués de Monte Real y de Catalina Vélez Ladrón de Guevara, IX condesa de Oñate, condesa de Villamediana. Le sucedió su hija:
- Ana Manuela Manrique de Guevara Mendoza y Velasco (28 de julio de 1691-12 de mayo de 1729),[12] XVI condesa de Valencia de Don Juan,[11] XI marquesa de Cañete,[9] XIII duquesa de Nájera, VIII marquesa de Belmonte, XV condesa de Treviño, VII condesa de la Revilla, XII condesa de Oñate.

Casó en primeras nupcias el 16 de mayo de 1714 con Pedro Antonio de Zúñiga y Sotomayor, hijo de Manuel Diego López de Zúñiga, X duque de Béjar, duque de Mandas y Villanueva, etc. Casó en segundas nupcias con José de Moscoso Osorio, hijo menor de Luis María Melchor de Moscoso Osorio Mendoza y Rojas, VIII conde de Altamira, X conde de Monteagudo, conde de Lodosa, etc. y de su segunda mujer Ángela de Aragón Folch de Cardona Fernández de Córdoba y Benavides, hija de Luis Ramón Folch de Aragón y Fernández de Córdoba, VI duque de Segorbe y VII duque de Cardona, etc. Sin sucesión de este matrimonio, se casó en terceras nupcias con Gaspar Portocarrero y Bocanegra, VI marqués de Almenara, VI conde de Palma del Río, VIII marqués de Montesclaros, IX marqués de Castil de Bayuela, hijo de Luis Antonio Fernández Portocarrero y Moscoso, V conde de Palma del Río, VII marqués de Montesclaros, etc., y de María Leonor de Moscoso hija de Gaspar de Mendoza y Moscoso, V marqués de Almazán y IX conde de Monteagudo. Le sucedió su hijo del tercer matrimonio:
- Joaquín María de Portocarrero y Manrique de Guevara (1729-1731) XVII conde de Valencia de Don Juan,[11] , XIV duque de Nájera, VIII conde de Treviño, marqués de Cañete, IX marqués de Belmonte, VIII conde de Revilla, VII conde de Palma del Río, etc. Sucedió el cuarto nieto de V duque de Nájera.[11]

- Joaquín Cayetano Ponce de León (m 1743, Batalla de Bolonia), XVIII conde de Valencia de Don Juan,[13]  VIII conde de Bailén, VIII conde de Casares, VIII duque de Arcos, XI duque de Maqueda, X marqués de Zahara. Era hijo de Joaquín Ponce de León y Lencastre, VIII conde de Bailén,[14] conde de Casares, duque de Arcos, marqués de Zahara, duque de Maqueda, duque de Nájera,marqués de Montemayor, duque de Arcos, marqués de Zahara[15] y comendador mayor de la Orden de Calatrava,[14] y de su segunda esposa, María Ana de Spínola y de la Cerda, hija del milanés Felipe Antonio Spínola, IV marqués de los Balbases.[14]

Casó, en 1739, siendo su segundo esposo, con María Teresa Josefa de Silva Mendoza y Haro,  VIII duquesa de Francavilla. Sin descendencia, le sucedió su hermano:
- Manuel Ponce de León (Madrid, 1719-Madrid, 1744), XIX conde de Valencia de Don Juan,[13] IX conde de Bailén, IX conde de Casares, IX duque de Arcos, XII duque de Maqueda, XII marqués de Zahara.[13]

Soltero sin descendencia, le sucedió su hermano:
- Francisco Cayetano Ponce de León Spínola de la Cerda (m. 1 de diciembre de 1763), XX conde de Valencia de Don Juan,[13]  XI conde de Bailén, X duque de Arcos, XIII marqués de Zahara, X conde de Casares, XIII duque de Maqueda,[13]  etc. y señor de varios lugares.[15][14]

Casó. el 27 de febrero de 1745, con María del Rosario Fernández de Córdoba y Moncada.  Sin descendencia, le sucedió su hermano:
- Antonio Ponce de León Spínola de la Cerda (baut. iglesia de San Ginés, Madrid, 13 de octubre de 1726-Aranjuez, 13 de diciembre de 1780),[16] XXI conde de Valencia de Don Juan,[13]  XII conde de Bailén[17], XI duque de Arcos, XV marqués de Zahara, XI conde de Casares, XXII conde de Treviño, XIV duque de Maqueda, XIII marqués de Belmonte, II duque de Baños, VII duque de Aveyro, caballero de la Orden del Toisón de Oro, gentilhombre de cámara de S.M., teniente general de sus ejércitos y capitán de la Compañía Española de los Reales guardias de Corps,[17]

Casó, siendo su tercer marido, el 1 de enero de 1778, con Mariana de Silva y Meneses, hija del XIV conde de Cifuentes y su segunda esposa María Bernarda González de Castejón.
- María Isidra Manrique de la Cerda y Guzmán (Madrid, 22 de marzo de 1742-Madrid, 7 de diciembre de 1811), XXII condesa de Valencia de Don Juan,[18] XIV condesa de Paredes de Nava, XXII condesa de Treviño, XIX duquesa de Nájera,[18] VI marquesa de La Laguna de Camero,[18] XVII dama de la Orden de las Damas Nobles de la Reina María Luisa.

Casó con Diego Ventura de Guzmán y Fernández de Córdova, IX conde de Añover de Tormes, VIII conde de Arcos, XIV conde de Oñate, VII conde de Villaumbrosa, XVII marqués de Aguilar de Campoo, XX marqués de Castañeda, IX marqués de Castronuevo, VI marqués de Guevara, VII marqués de Montealegre, VIII marqués de Quintana del Marco, VIII marqués de Villamediana, caballero de la Orden del Toisón de Oro, gran cruz de la Orden de Carlos III. Sucedió su hijo:
- Diego Isidro de Guzmán y de la Cerda (1776-Madrid, 12 de diciembre de 1849), XXIII conde de Valencia de Don Juan,[19] XI conde de Añover de Tormes, IX conde de Arcos, XV conde de Oñate, XV conde de Paredes de Nava, XX duque de Nájera, XVI y XVIII marqués de Aguilar de Campoo, VIII marqués de Montealegre, VIII marqués de Quintana del Marco, VI marqués de Guevara, XI conde de Villamediana, XXIV conde de Treviño, XXII conde de Castañeda, IX conde de Castronuevo, VI conde de Campo Real, caballero de la Orden del Toisón de Oro y Gentilhombre grande de España con ejercicio y servidumbre del rey Carlos III.[19]

Casó en primeras nupcias, el 1 de agosto de 1795, con María del Pilar de la Cerda y Marín de Resende, dama de la Orden de las Damas Nobles de la Reina María Luisa y en segundas, el 7 de febrero de 1814, con María Magdalena Tecla Caballero y Terreros, dama de la misma orden. Sucedió una hija del segundo matrimonio:
- Adelaida de Guzmán, y Caballero (1827-1901), XXIV condesa de Valencia de Don Juan,[20] dama de la Orden de las Damas Nobles de la Reina María Luisa.

Casó con Juan Bautista Crooke y Navarrot, caballero de la Orden de Malta, gentilhombre de cámara con ejercicio, diplomático, académico de la Real Academia de la Historia y gran Cruz de la Orden de Carlos III.  Sucedió su hija:
- Adelaida Crooke y Guzmán (Madrid, 1863-1917), XXV condesa de Valencia de Don Juan.[20]

Casó con Guillermo Joaquín de Osma y Scull. Sin descendencia, sucedió:
- Carlos Travesedo y García-Sancho (1895-1925), XXVI conde de Valencia de Don Juan, [21], hijo de Leopoldo Travesedo y Fernández de Casariego, senador por Zamora, gentilhombre de cámara con ejercicio y servidumbre, abogado y profesor, y de su esposa, María del Pilar García-Sancho y de Zabala, XXVII duquesa de Nájera, XXX condesa de Treviño, XXI marquesa de Aguilar de Campoo, etc..[21]

Sin descendencia, sucedió su hermano:
- Jaime (Santiago) Travesedo y García-Sancho (1906-1961), XXVII conde de Valencia de Don Juan.[21]

Casó con Blanca Rosa Vallés y Gómez-Pardo.  Sin descendencia, sucedió, el 1961, su sobrino, hijo de su hermano Juan Bautista Travesedo y García-Sancho, XXVIII duque de Nájera, y de su esposa María del Carmen Martínez de las Rivas y Richardson:
- José María Travesedo y Martínez de las Rivas (Madrid, 18 de junio de 1924-29 de marzo de 1993), XXVIII conde de Valencia de Don Juan,[21][22] VII marqués de Sierra Bullones, XVI marqués de Quintana del Marco, XXIV conde de Oñate, XXII conde de Paredes de Nava, XXXII conde de Treviño, XIII conde de Campo Real, IX marqués de Torreblanca, IV conde de Consuegra, etc.[21]

Casó, en Ávila el 30 de junio de 1948, con María Eulalia Colón de Carvajal y Maroto.  Sucedió su hijo:
- Santiago de Travesedo y Colón de Carvajal (Madrid, 1953-Madrid, 10 de abril de 2013) XXIX conde de Valencia Don Juan.[23]

Casó con María de la Soledad Cedrún y Castellano.
- Soledad Travesedo Cedrún (n. Madrid, 8 de marzo de 1989), XXX condesa de Valencia de Don Juan.[21]